# متحف بني وليد الأثري
متحف بني وليد الأثري هو متحف للآثار يقع في مدينة بني وليد التي تبعد نحو 186 كيلومترا جنوب شرقي مدينة طرابلس عاصمة ليبيا.
المتحف يعرض مجموعة من آثار المنطقة بما فيها مناطق قرزة، أم العجرم، وادي غلبون (شمال بني وليد)، خنافس ومقدال.
افتتح المتحف في 12 سبتمبر 1999 في مبنى كانت تشغله سابقا مدرسة بني وليد المركزية باطلالة على ميدان رئيسي في المدينة. وهو مكون من 12 قاعة كبيرة تعرض كل منها آثار تعود لفترة أو مجموعة محددة وان كان أغلبها يرحع للقرنين الثالث والرابع الميلادي، إضافة لقطع ترجع للعصرين البونيقي والروماني جلبت من طرابلس ولبدة.